# オッテンシュタイン
オッテンシュタイン (ドイツ語: Ottenstein) は、ドイツ連邦共和国ニーダーザクセン州ホルツミンデン郡に属すフレッケン（フレッケンとは古くから市場開催権など一定の特権を有していた町である。以下、本項では便宜上「町」と記述する）で、ザムトゲマインデ・ボーデンヴェルダー＝ポレを構成する町村の一つである。

## 地理

### 位置
オッテンシュタインはゾリング自然公園とヴェーザーベルクラント自然公園との間のヴェーザー渓谷上にあたるオッテンシュタイナー台地に位置する。この町はザムトゲマインデ・ボーデンヴェルダー＝ポレに属し、行政機能はポレに置かれている。

### 自治体の構成
この町は3つの地区から成る。
- グレッセ
- リヒテンハーゲン
- ジーファースハーゲン

## 歴史
オッテンシュタイン城とフレッケンは、1182年に初めて文献に記録されている。オットー8世フォン・エーファーシュタインによって建設されたことは明らかである。城の防衛のために人が流入し、ハッテンゼンとベルクフェルデの村から計画的な移住がなされた。1701年にヒルマー・フォン・マンスベルクによって城が解体され、木組み建築が建設された。この建物は1929年まで区裁判所として利用されていたが、1976年9月に取り壊され、地下倉庫の上にバンガローが建てられた。
1571年春、旧マリエン教会が火災に遭い、完全に破壊された。1601年から1610年に新しい聖母教会（我らが聖母教区教会）が建設された。
この町で生まれた将軍ゲオルク・ルートヴィヒ・コルフェスを記念して池の畔に記念碑が建てられ、通りにその名が付けられた。
2001年の「我らの村は美しい — 我らの村には未来がある」コンテストで、オッテンドルフは金メダルを獲得した。

## 宗教
- プロテスタント＝ルター派オッテンドルフ教会組織

## 行政

### 議会
オッテンドルフの町議会は11議席からなる。

### 首長
ディアナ・レネッカー (CDU) 

## 経済と社会資本

### 交通
オッテンシュタインは州道428号線経由で、ホルツミンデンからハーメルンに至る連邦道B83号線に接続する。

## 引用
1. ↑  Landesamt für Statistik Niedersachsen, LSN-Online Regionaldatenbank, Tabelle A100001G: Fortschreibung des Bevölkerungsstandes, Stand 31. Dezember 2023